# 18268 Dardanos
A 18268 Dardanos (ideiglenes jelöléssel 2140 T-3) egy kisbolygó a Naprendszerben. Cornelis Johannes van Houten,   Ingrid van Houten-Groeneveld és Tom Gehrels fedezte fel 1977. október 16-án.